# George Koval
George Abramovich Koval (en ruso: Жорж (Георгий) Абрамович Коваль, Zhorzh Abramovich Koval, 25 de diciembre de 1913 - 31 de enero de 2006) fue un espía soviético. Según fuentes rusas, la infiltración de Koval del Proyecto Manhattan como agente del Departamento Central de Inteligencia (GRU) «redujo drásticamente la cantidad de tiempo que demoró a Rusia desarrollar armas nucleares»
Koval nació de inmigrantes judíos en Sioux City, Iowa, en Estados Unidos. Poco después de alcanzar la mayoría de edad, viajó con sus padres a la Unión Soviética para asentarse en el Óblast autónomo Hebreo, cerca de la frontera china. Koval fue reclutado por el Departamento Central de Inteligencia, fue entrenado y se le asignó el nombre en clave Delmar. En 1940, regresó a Estados Unidos y fue reclutado por el ejército de Estados Unidos a inicios de 1943. Koval trabajo en laboratorios de investigación atómica y, de acuerdo al gobierno ruso, retransmitía información sobre los procesos y volúmenes de producción de polonio, plutonio y uranio utilizado en el armamento atómico estadounidense. Después de la Segunda Guerra Mundial, Koval partió de vacaciones a Europa y nunca regresó a los Estados Unidos. En 2007, el presidente ruso Vladímir Putin otorgó a Koval póstumamente la condecoración de Héroe de la Federación Rusa por su «valentía y heroísmo en el desempeño de misiones especiales».

## Primeros años
El padre de George Koval, Abram, un judío, dejó su shtetl de Telekhany en la Rusia Blanca para inmigrar a Estados Unidos en 1910.  Carpintero de oficio, fue traído a Sioux City, Iowa por un ente migratorio judío. Sioux City tenía, a principios del siglo XX, una considerable población judía de comerciantes y artesanos. Él y su esposa Ethel Shenitsky, hija de un rabino, y quien arribó de Telekhany poco después de Abram, criaron a tres hijos: Isaya, nacido en 1912; George (o Zhorzh), nacido en 1913; y Gabriel, nacido en 1919.
George Koval asistió a la Central High School, un edificio victoriano de ladrillos rojos, más conocido como "el castillo en la colina". Vecinos de la zona recuerdan que Koval hablaba abiertamente de sus creencias comunistas. Mientras asistió a la Central High School, fue miembro de la Sociedad Honoraria y del equipo de debate. Se graduó en 1929 a la edad de 15 años. Koval estudió ingeniería eléctrica en la Universidad de Iowa los siguientes dos años y medio. Mientras tanto, sus padres se marcharon de Sioux City cuando la Gran Depresión se profundizó. Abram Koval se convirtió en el secretario de la Organización para la colonización judía en la Unión Soviética. Fundado por comunistas judíos estadounidenses en 1924, el grupo ayudó a financiar y promocionar el desarrollo de la Región Autónoma Judía, la respuesta comunista al proyecto palestino, entonces defendido por el movimiento sionista. La familia Koval emigró en 1932, con un pasaporte familiar estadounidense. Se asentaron en Birobidzhán, cerca de la frontera de Manchuria.
La familia Koval trabajó en una granja colectiva y fueron retratados por un diario comunista estadounidense en la ciudad de Nueva York. El periodista Paul Novick escribió a sus lectores que la familia «había cambiado la incertidumbre de una vida como pequeños comerciantes [...] por una existencia libre de preocupaciones para ellos y sus hijos». Mientras Isaya se convirtió en un conductor de tractor, George Koval mejoró sus habilidades lingüísticas en ruso y comenzó estudios en el Instituto Mendeleev de Tecnología Química en 1934. En esta universidad, conoció y se casó con una condiscípula, Lyudmila Ivanova. Koval se graduó con honores en cinco años y recibió la ciudadanía soviética.

## Reclutamiento y espionaje
Koval fue reclutado por el Departamento Central de Inteligencia Soviética (Главное Разведывательное Управление) o GRU. Para cuando obtuvo su grado académico, había dejado Moscú como parte de un subterfugio. Fue alistado en el ejército en 1939 para explicar su desaparición repentina de la ciudad. Aunque sus padres habían renunciado a su pasaporte familiar, Koval regresó a Estados Unidos en 1940, después de que otro espía fue llamado durante las purgas de Stalin. Llegó a San Francisco, desde donde se dirigió a la ciudad de Nueva York. Según Arnold Kramish, un colega estadounidense que se hizo su amigo y con quien restableció contacto en el año 2000, fue allí donde Koval asumió el comando provisional de la célula local del GRU y operó bajo la cubierta de la Compañía Eléctrica Raven, un proveedor de compañías tales como General Electric. Koval dijo a sus compañeros de trabajo que era neoyorquino e hijo único. Si bien Koval trabajó originalmente bajo un pseudónimo, sus superiores decidieron que debía trabajar bajo su nombre real para la recolección de información sobre toxinas para fabricar armas químicas.